# マイケル・オアー
マイケル・ジェローム・オアー（Michael Jerome Oher、1986年5月28日- ）は、アメリカ合衆国テネシー州メンフィス出身の元アメリカンフットボール選手。NFLのボルチモア・レイブンズ等に所属した。現役時代のポジションはオフェンシブタックル。
2006年に彼の大学1年次までの生涯がマイケル・ルイスによって『ブラインド・サイド アメフトがもたらした奇蹟』（原題: The Blind Side: Evolution of a Game）として出版された。このストーリーは映画『しあわせの隠れ場所』（原題: The Blind Side）として2009年（日本では2010年）に公開された。

## 経歴
メンフィスの最も貧しい地域で生まれた。父親にはあったことがなく、また母親はアルコール中毒とクラック・コカイン中毒であったため、引き離されしばしば転校を繰り返した。高校1年次は公立高校に通ったが、高校2年次にブライアクレスト・クリスチャンスクールへの入学が認められた。彼は高校のアメリカンフットボールチームで頭角を現し2003年にはディビジョン2Aの最優秀ラインマンに選ばれると共にテネシー州のオールファーストチームに選ばれた。2004年、リー・アン・テューイ、ショーン・テューイ夫妻の家に引き取られ、暖かな家庭を得ると共に1週間に20時間、家庭教師に学ぶ努力の結果、GPAは0.6から2.52に劇的に上昇させてNCAA1部校に入学できるレベルとなった。
大学進学を決める際に、テネシー大学、ルイジアナ州立大学、アラバマ大学、オーバーン大学、サウスカロライナ大学からも奨学金のオファーを受けたがテューイ夫妻の母校であるミシシッピ大学（オールミス）を選んだ。1年次はライトガードとして起用され1年生を対象としたオールアメリカンに選ばれる活躍を見せた。2年次からレフトタックルにコンバートされた。2年次にはサウスイースタン・カンファレンスのセカンドチームに3年次にはカンファレンスのファーストチームに選ばれた。2008年1月14日にドラフトにアーリーエントリーすることを発表したが2日後にそれを取消し大学に残ることを表明した。4年次にはAP通信が選ぶオールアメリカンのファーストチームに選ばれると共にアウトランド・トロフィーのファイナリストにも残った。
2009年のNFLドラフト1巡目全体23番目にボルチモア・レイブンズに指名された。同年7月30日に5年間1380万ドルの契約をチームと結んだ。当初ライトタックルとして起用されたがレフトタックルのジャレッド・ゲイサーが負傷して戦列を離れたためレフトタックルにコンバートされ第8週に再びライトタックルに戻った。1m93cm、141kgの巨体ながら40ヤードを5.34秒で走るスピードを持っている。同年12月には新人月間MVPに選出された。
2011年にはライトタックルでプレー、2012年にはレフトタックルでプレーしている。この年チームは、AFCチャンピオンシップゲームでペイトリオッツを、第47回スーパーボウルで49ersを破り、スーパーボウルリングを手にした。
2014年、レイブンズを放出され、タイタンズと4年2,000万ドル（約23億5,000万円）の契約を結んだ。11試合に出場した後、足の指の怪我で故障者リスト入り、パスプロテクション、ランブロッキングのそれぞれに難があり、1シーズンで戦力外となった。
2015年3月、カロライナ・パンサーズと2年契約を結んだ。2016年6月にはパンサーズと契約延長し、改めて3年契約を結んだが、同年はシーズン序盤の第3週の試合で脳震盪を起こし、それ以降の試合を欠場した。その後も脳震盪の症状が回復せず、2017年7月にパンサーズを解雇された。以後はプレーしていない。
2023年8月、後見制度の取り消しや損害賠償の支払いなどを求めて、かつて自身を引き取ったテューイ夫妻を提訴していることが報じられた。原告側の訴状によると、養子縁組ではなくて実際は後見制度を利用していたことやオアー自身は夫妻に騙されて財産管理の権利を放棄させられた一方、逆に夫妻は後見制度によってオアーの名前を使い、映画『しあわせの隠れ場所』のヒットなどによって、金銭的な利益を得ていたと主張している。

## 人物
レイブンズ時代の2011年10月、スティーブ・ジョブズが亡くなった直後、ジョブズが誰なのか教えてくれとTwitterでツイートして多くのリプライが殺到する騒ぎとなった。オアーはビル・ゲイツは知っていたがジョブズのことは知らなかったといい、チームメイトの半数もジョブズを知らなかったと語った。